# Koningsdag 2019
Koningsdag 2019 (27 april 2019) was in het Koninkrijk der Nederlanden een nationale feestdag waarop koning Willem-Alexander zijn 52e verjaardag vierde.

## Bezoeken aan Amersfoort

### Koningsdagconcert
Op 15 april 2019 waren koning Willem-Alexander, koningin Máxima en prinses Beatrix aanwezig bij het Koningsdagconcert in Theater De Flint in Amersfoort. De televisie-uitzending hiervan was 's avonds op 27 april 2019.

### Bezoek aan Amersfoort op Koningsdag
Op Koningsdag zelf bracht de jarige koning Willem-Alexander een bezoek aan Amersfoort. Hij werd hierbij vergezeld door koningin Máxima, de prinsessen Amalia, Alexia en Ariane, en de prinsen Constantijn, Maurits, Bernhard, Pieter-Christiaan, Floris en hun echtgenotes.
Burgemeester Lucas Bolsius van Amersfoort ontving de koninklijke gasten. Hij begeleidde de familie op een wandeling door de stad. De wandelroute begon op de Kleine Haag en volgde een deel van de Zuidsingel, de Varkensmarkt, een klein deel van de Langestraat, de Krankeledenstraat, het Lieve Vrouwekerkhof, langs de Onze Lieve Vrouwetoren, een deel van de Westsingel en de Molenstraat, het Stadhuisplein, het Annie Brouwerplantsoen, het Achter Davidshof, langs de Koppelpoort, de Kleine Koppel naar het Eemplein, waar het slotfeest plaatsvond.
Er kwamen deze dag 45.000 bezoekers in de stad.